# Батиста, Серхио Даниэль
Се́рхио Даниэ́ль Бати́ста (исп. Sergio Daniel Batista; 9 ноября 1962, Буэнос-Айрес) — аргентинский футболист, полузащитник. Чемпион мира 1986 года. В настоящее время — футбольный тренер. Привёл сборную Аргентины к золотым медалям на олимпийском футбольном турнире 2008 года в Пекине. Брат тренера сборной Венесуэлы Фернандо Батисты.

## Биография

### Клубная карьера
В составе «Архентинос Хуниорс» Батиста стал двукратным чемпионом Аргентины и победителем Кубка Либертадорес. Поколение игроков этого клуба 1980-х годов является золотым для «красных жуков» — ни до ни после команда не выигрывала значимых трофеев как в Аргентине, так и на международной арене, оставаясь традиционным поставщиком кадров для более сильных клубов за счёт своей великолепной академии — и среди этих игроков Батиста играл одну из ключевых ролей. После того как Батиста уже стал чемпионом мира в составе сборной, он перешёл в «Ривер Плейт» и выиграл ещё один чемпионат страны в сезоне 1989/90. Завершил карьеру Батиста в 1999 году в клубе «Олл Бойз».

### Выступления за сборную
В 1985—1990 годах Батиста выступал за сборную Аргентины. За этот период он по два раза участвовал в чемпионатах мира (1986 — чемпион, 1990 — вице-чемпион) и Кубка Америки (1987 — 4-е место и 1989 — 3-е место).

### Тренерская карьера
Сразу после завершения игровой карьеры стал тренировать уругвайский клуб «Белья Виста». Также он тренировал родной «Архентинос», «Нуэва Чикаго», «Годой-Крус». Но высшего достижения Батиста добился в 2008 году, выиграв со сборной Аргентины Олимпийские игры в Пекине. На должность тренера олимпийской сборной Батисту назначили в конце 2007 года.
2 ноября 2010 года Ассоциацией футбола Аргентины назначен на пост главного тренера сборной до 2014 года. В 2011 году сборная Аргентины под руководством Батисты участвовала в домашнем Кубке Америки. Там «альбиселеста» дошла до стадии четвертьфинала, где проиграла Уругваю в серии пенальти. При том, что из четырёх сыгранных на турнире встреч команда выиграла лишь одну, сам тренер сказал, что не может быть довольным, но удовлетворён действиями своих игроков.
26 июля 2011 года Серхио Батиста сложил с себя полномочия главного тренера сборной Аргентины после неудачного выступления команды на Кубке Америки, а специальный комитет национальной федерации футбола его отставку принял.
30 мая 2012 года Батиста назначен на пост главного тренера китайского клуба «Шанхай Шэньхуа».
В мае 2015 года Бастиста был назначен главным тренером сборной Бахрейна.

## Достижения

### Как игрок
- Чемпион мира (1): 1986.
- Чемпион Аргентины: 1984(М), 1985 (Н), 1989/90.
- Обладатель Кубка Либертадорес: 1985.

### Как тренер
- Победа на Олимпийских играх (1): Пекин 2008.